# Robert Greenidge
Robert Greenidge (* 28. April 1950 in Laventille) ist ein trinidadischer Komponist und Musiker auf der Steel Pan.

## Leben
Greenidge wuchs in Success Village in Laventille auf. Er begann mit 8 Jahren, Steel Pan zu spielen. Greenidge wanderte 1971 in die USA aus und studierte dort Musik am Third Street Musical Conservatory in New York. 1974 ließ er sich in Los Angeles nieder. Er arbeitete mit Künstlern wie John Lennon, Ringo Starr oder Taj Mahal zusammen. 1991 und 1994 gewann Greenidge mit dem Desperadoes Steel Orchestra den Steelbandwettbewerb Panorama. 1993 wurde ihm die Hummingbird Medal als Anerkennung seiner Leistungen verliehen.

## Diskografie (Auszug)

### Solo
- 1985: Pan Is Meh Jumbie (Sorrel Records)

### Mit Michael Utley
- 1986: Mad Music (MCA Records)
- 1987: Jubilee (MCA Records)
- 1988: Heat (MCA Records)